# Ямаси
Ямаси (на английски: Yamasee) е северноамериканско индианско племе, което през 17 век живее в южна Джорджия, главно между реките Савана и Окмулги. Според някои учени, ямасите са мултиетническо племе, съставено от няколко групи, които се смесват след 1660 г. Испанските архиви обаче показват, че това не е така. В тях ясно се казва, че ямаси е съвсем отделно племе и живее в провинция Гуал от дълбоки времена, но не е било господстващо племе в района.

## Име и език
За първи път името им се споменава като „ямаскарон“ в записките на Франциско де Чикора през 1521 г. Не се знае със сигурност какво означава самото име ямаси. Някои лингвисти смятат, че идва от езика мускоги, а други от езика катоба. Не е известно нищо и за езика им. Според имената на селата им, чиито имена са от мускогски произход, се предполага, че езикът им е мускогски. В британския колониален архив има данни, че първоначално говорят език чероки, но по-късно възприемат друг език.

## История
Ямасите не са споменавани често в ранните години на колониалния период. За испанците те са просто част от провинция Гуали, едно от племената на гуал, господстващото племе в региона. Едва след изчезването на гуал тяхното име започва да се споменава по-често. Първото им споменаване като самостоятелно племе е от Франциско де Чикора през 1521 г. под името „ямаскарон“. Дали Чикора е имал предвид историческите ямаси не е много сигурно. През 1540 г. експедицията на Ернандо де Сото преминава през територията им, която наричат провинция Алтамаха. През следващите 100 години не се чува почти нищо за тях.
След 1660 г. много други индианци, бягащи от агресията на племето весто на север, се заселват в родината на гуал. От 1675 г. испанците започват да наричат тези бежанци ямаси. През 1680 г. множество пиратски нападения срещу мисиите в провинцията принуждават ямасите да напуснат района. Някои отиват във Флорида, а други се връщат на север. През 1687 г. испанците се опитват да изпратят ямасите от Флорида като роби в Западните Индии. Племето въстава срещу това и се премества при англичаните в Южна Каролина. В знак на отмъщение срещу несправедливото отношение на испанците, в следващите години, подпомагани от англичаните, те редовно извършват робски набези във Флорида. През 1715 г., точно преди войната, англичаните преброяват точно 1220 ямаси, живеещи в 10 села близо до Порт Роял. Същата година племето въстава срещу колонията и много други племена се присъединяват към тях. Тази война остава в историята като Войната ямаси, която става един от най-разрушителните и кръвопролитни конфликти в колониална Америка. Около 7% от бялото население на Южна Каролина е убито и много от селищата са разрушени. Причините за войната не могат да се определят с точност, тъй като всяко от участващите племена си има свои мотиви. По-важни причини за нея са търговията с роби и измамите от страна на търговците. През първата година на войната, една четвърт от ямасите са убити или поробени. Останалите се преместват на юг до река Алтамаха. След войната оцелелите мигрират към Сан Августин във Флорида или отиват при пенсакола и се съюзяват с испанците срещу британците. От Флорида постоянно извършват нападения срещу британските селища до 1727 г., когато англичаните атакуват селата им и избиват повечето от тях. Тези, които успяват да оцелеят, се присъединяват към семинолите или към хичити. Смята се, че групата оклауаха на семинолите е произлязла от ямасите. Една малка групичка оцелели се мести в околностите на Савана под името ямакроу. Впоследствие тази групичка се присъединява към криките.